# Okręg wyborczy nr 12 do Parlamentu Europejskiego w Polsce
Okręg wyborczy nr 12 do Parlamentu Europejskiego w Polsce – okręg wyborczy obejmujący teren województw dolnośląskiego i opolskiego, z siedzibą okręgowej komisji wyborczej we Wrocławiu.

## Wyniki wyborów
| Podział 7 mandatów: SLD–UP: 1 SdPL: 1 Samoobrona: 1 PO: 2 PiS: 1 LPR: 1 |

| Podział 5 mandatów: SLD–UP: 1 PO: 3 PiS: 1 |

| Podział 6 mandatów: SLD–UP: 1 PO: 2 PiS: 2 NP–JKM: 1 |

| Podział 4 mandatów: KE: 2 PiS: 2 |

| Podział 6 mandatów: Lewica: 1 KO: 2 PiS: 2 KWiN: 1 |

## Reprezentanci okręgu
| PE   | Rok  | Poseł KW         | Poseł KW               | Poseł KW          | Poseł KW          | Poseł KW          | Poseł KW                        | Poseł KW | Poseł KW               | Poseł KW | Poseł KW         | Poseł KW | Poseł KW                | Poseł KW | Poseł KW       |
| ---- | ---- | ---------------- | ---------------------- | ----------------- | ----------------- | ----------------- | ------------------------------- | -------- | ---------------------- | -------- | ---------------- | -------- | ----------------------- | -------- | -------------- |
| VI   | 2004 |                  | J. Protasiewicz PO     |                   | S. Chruszcz LPR   |                   | L. Geringer de Oedenberg SLD–UP |          | K. Szymański PiS       |          | S. Jałowiecki PO |          | R. Czarnecki Samoobrona |          | J. Pinior SdPL |
| VII  | 2009 |                  | J. Protasiewicz PO     | P. Borys PO       | R. Legutko PiS    | D. Jazłowiecka PO | L. Geringer de Oedenberg SLD–UP | —        | —                      | —        | —                |          |                         |          |                |
| VIII | 2014 | B. Zdrojewski PO |                        | D. Jackiewicz PiS | K. Ujazdowski PiS | D. Jazłowiecka PO | L. Geringer de Oedenberg SLD–UP |          | R. Iwaszkiewicz NP–JKM | —        | —                |          |                         |          |                |
| VIII | 2015 | B. Zdrojewski PO | S. Kłosowski PiS       |                   | K. Ujazdowski PiS | D. Jazłowiecka PO | L. Geringer de Oedenberg SLD–UP |          | R. Iwaszkiewicz NP–JKM | —        | —                |          |                         |          |                |
| IX   | 2019 |                  | J. Ochojska-Okońska KE | B. Kempa PiS      |                   | J. Duda KE        | A. Zalewska PiS                 | —        | —                      | —        | —                | —        | —                       |          |                |
| X    | 2024 |                  | B. Zdrojewski KO       | M. Dworczyk PiS   |                   | K. Śmiszek Lewica | A. Zalewska PiS                 |          | A. Buła KO             | —        | —                |          | S. Tyszka Konfederacja  |          |                |

### Wybory do Parlamentu Europejskiego 2004
| Komitet wyborczy                                      | Komitet wyborczy                                                      | Głosów  | %     | Mandaty | Wybrani posłowie                         |
| ----------------------------------------------------- | --------------------------------------------------------------------- | ------- | ----- | ------- | ---------------------------------------- |
|                                                       | Platforma Obywatelska RP                                              | 161 564 | 27,31 | 2       | Jacek Protasiewicz, Stanisław Jałowiecki |
|                                                       | Liga Polskich Rodzin                                                  | 84 112  | 14,22 | 1       | Sylwester Chruszcz                       |
|                                                       | KKW Sojusz Lewicy Demokratycznej – Unia Pracy                         | 71 848  | 12,15 | 1       | Lidia Geringer de Oedenberg              |
|                                                       | Samoobrona Rzeczpospolitej Polskiej                                   | 69 720  | 11,79 | 1       | Ryszard Czarnecki                        |
|                                                       | Prawo i Sprawiedliwość                                                | 55 577  | 9,40  | 1       | Konrad Szymański                         |
|                                                       | Unia Wolności                                                         | 31 780  | 5,37  | –       |                                          |
|                                                       | KWW Socjaldemokracji Polskiej                                         | 29 223  | 4,94  | 1       | Józef Pinior                             |
|                                                       | Unia Polityki Realnej                                                 | 24 183  | 4,09  | –       |                                          |
|                                                       | Polskie Stronnictwo Ludowe                                            | 16 877  | 2,85  | –       |                                          |
|                                                       | Inicjatywa dla Polski                                                 | 13 349  | 2,26  | –       |                                          |
|                                                       | Antyklerykalna Partia Postępu „Racja”                                 | 7448    | 1,26  | –       |                                          |
|                                                       | Narodowy KWW                                                          | 7211    | 1,22  | –       |                                          |
|                                                       | Zieloni 2004                                                          | 4837    | 0,82  | –       |                                          |
|                                                       | KKW Krajowa Partia Emerytów i Rencistów – Partia Ludowo-Demokratyczna | 4276    | 0,72  | –       |                                          |
|                                                       | Polska Partia Pracy                                                   | 3349    | 0,57  | –       |                                          |
|                                                       | KWW – Ogólnopolski Komitet Obywatelski „OKO”                          | 2774    | 0,47  | –       |                                          |
|                                                       | KWW Konfederacja Ruch Obrony Bezrobotnych                             | 1909    | 0,32  | –       |                                          |
|                                                       | Narodowe Odrodzenie Polski                                            | 1456    | 0,25  | –       |                                          |
| Frekwencja: 19,29% Źródło: Państwowa Komisja Wyborcza |                                                                       |         |       |         |                                          |

### Wybory do Parlamentu Europejskiego 2009
| Komitet wyborczy                                      | Komitet wyborczy                                                       | Głosów  | %     | Mandaty | Wybrani posłowie                                    |
| ----------------------------------------------------- | ---------------------------------------------------------------------- | ------- | ----- | ------- | --------------------------------------------------- |
|                                                       | Platforma Obywatelska RP                                               | 347 617 | 49,04 | 3       | Jacek Protasiewicz, Danuta Jazłowiecka, Piotr Borys |
|                                                       | Prawo i Sprawiedliwość                                                 | 163 197 | 23,02 | 1       | Ryszard Legutko                                     |
|                                                       | KKW Sojusz Lewicy Demokratycznej – Unia Pracy                          | 93 172  | 13,14 | 1       | Lidia Geringer de Oedenberg                         |
|                                                       | Polskie Stronnictwo Ludowe                                             | 41 975  | 5,92  | –       |                                                     |
|                                                       | KKW Porozumienie dla Przyszłości – CentroLewica (PD+SDPL+Zieloni 2004) | 19 387  | 2,74  | –       |                                                     |
|                                                       | Samoobrona Rzeczpospolitej Polskiej                                    | 11 771  | 1,66  | –       |                                                     |
|                                                       | Prawica Rzeczypospolitej                                               | 8736    | 1,23  | –       |                                                     |
|                                                       | Libertas                                                               | 8266    | 1,17  | –       |                                                     |
|                                                       | Unia Polityki Realnej                                                  | 8422    | 1,19  | –       |                                                     |
|                                                       | Polska Partia Pracy                                                    | 6282    | 0,89  | –       |                                                     |
| Frekwencja: 22,77% Źródło: Państwowa Komisja Wyborcza |                                                                        |         |       |         |                                                     |

### Wybory do Parlamentu Europejskiego 2014
| Komitet wyborczy                                      | Komitet wyborczy                              | Głosów  | %     | Mandaty | Wybrani posłowie                                           |
| ----------------------------------------------------- | --------------------------------------------- | ------- | ----- | ------- | ---------------------------------------------------------- |
|                                                       | Platforma Obywatelska RP                      | 252 513 | 38,14 | 2       | Bogdan Zdrojewski, Danuta Jazłowiecka                      |
|                                                       | Prawo i Sprawiedliwość                        | 179 432 | 27,10 | 2       | Dawid Jackiewicz, Kazimierz Ujazdowski, Sławomir Kłosowski |
|                                                       | KKW Sojusz Lewicy Demokratycznej – Unia Pracy | 78 557  | 11,87 | 1       | Lidia Geringer de Oedenberg                                |
|                                                       | Nowa Prawica – Janusza Korwin-Mikke           | 49 794  | 7,19  | 1       | Robert Iwaszkiewicz                                        |
|                                                       | Solidarna Polska Zbigniewa Ziobro             | 30 312  | 4,58  | –       |                                                            |
|                                                       | Polskie Stronnictwo Ludowe                    | 28 087  | 4,24  | –       |                                                            |
|                                                       | KKW Europa Plus Twój Ruch                     | 20 896  | 3,16  | –       |                                                            |
|                                                       | Polska Razem Jarosława Gowina                 | 16 369  | 2,47  | –       |                                                            |
|                                                       | KWW Ruch Narodowy                             | 8285    | 1,25  | –       |                                                            |
| Frekwencja: 21,73% Źródło: Państwowa Komisja Wyborcza |                                               |         |       |         |                                                            |

### Wybory do Parlamentu Europejskiego 2019
| Komitet wyborczy                                      | Komitet wyborczy                                 | Głosów  | %     | Mandaty | Wybrani posłowie                       |
| ----------------------------------------------------- | ------------------------------------------------ | ------- | ----- | ------- | -------------------------------------- |
|                                                       | KKW Koalicja Europejska PO PSL SLD .N Zieloni    | 574 397 | 43,87 | 2       | Janina Ochojska-Okońska, Jarosław Duda |
|                                                       | Prawo i Sprawiedliwość                           | 506 921 | 38,72 | 2       | Beata Kempa, Anna Zalewska             |
|                                                       | Wiosna Roberta Biedronia                         | 88 515  | 6,76  | –       |                                        |
|                                                       | KWW Konfederacja KORWiN Braun Liroy Narodowcy    | 65 208  | 4,98  | –       |                                        |
|                                                       | KWW Kukiz’15                                     | 56 807  | 4,34  | –       |                                        |
|                                                       | KKW Lewica Razem – Partia Razem, Unia Pracy, RSS | 17 437  | 1,33  | –       |                                        |
| Frekwencja: 43,24% Źródło: Państwowa Komisja Wyborcza |                                                  |         |       |         |                                        |

### Wybory do Parlamentu Europejskiego 2024
| Komitet wyborczy                                      | Komitet wyborczy                                                           | Głosów  | %     | Mandaty | Wybrani posłowie                |
| ----------------------------------------------------- | -------------------------------------------------------------------------- | ------- | ----- | ------- | ------------------------------- |
|                                                       | KKW Koalicja Obywatelska                                                   | 476 479 | 41,59 | 2       | Bogdan Zdrojewski, Andrzej Buła |
|                                                       | Prawo i Sprawiedliwość                                                     | 360 558 | 31,48 | 2       | Michał Dworczyk, Anna Zalewska  |
|                                                       | Konfederacja Wolność i Niepodległość                                       | 134 122 | 11,71 | 1       | Stanisław Tyszka                |
|                                                       | KKW Lewica                                                                 | 101 362 | 8,85  | 1       | Krzysztof Śmiszek               |
|                                                       | KKW Trzecia Droga Polska 2050 Szymona Hołowni – Polskie Stronnictwo Ludowe | 56 088  | 4,90  | –       |                                 |
|                                                       | KWW Bezpartyjni Samorządowcy – Normalna Polska w Normalnej Europie         | 13 981  | 1,22  | –       |                                 |
|                                                       | PolEXIT                                                                    | 2935    | 0,26  | –       |                                 |
| Frekwencja: 39,44% Źródło: Państwowa Komisja Wyborcza |                                                                            |         |       |         |                                 |